# Samuel Ward King

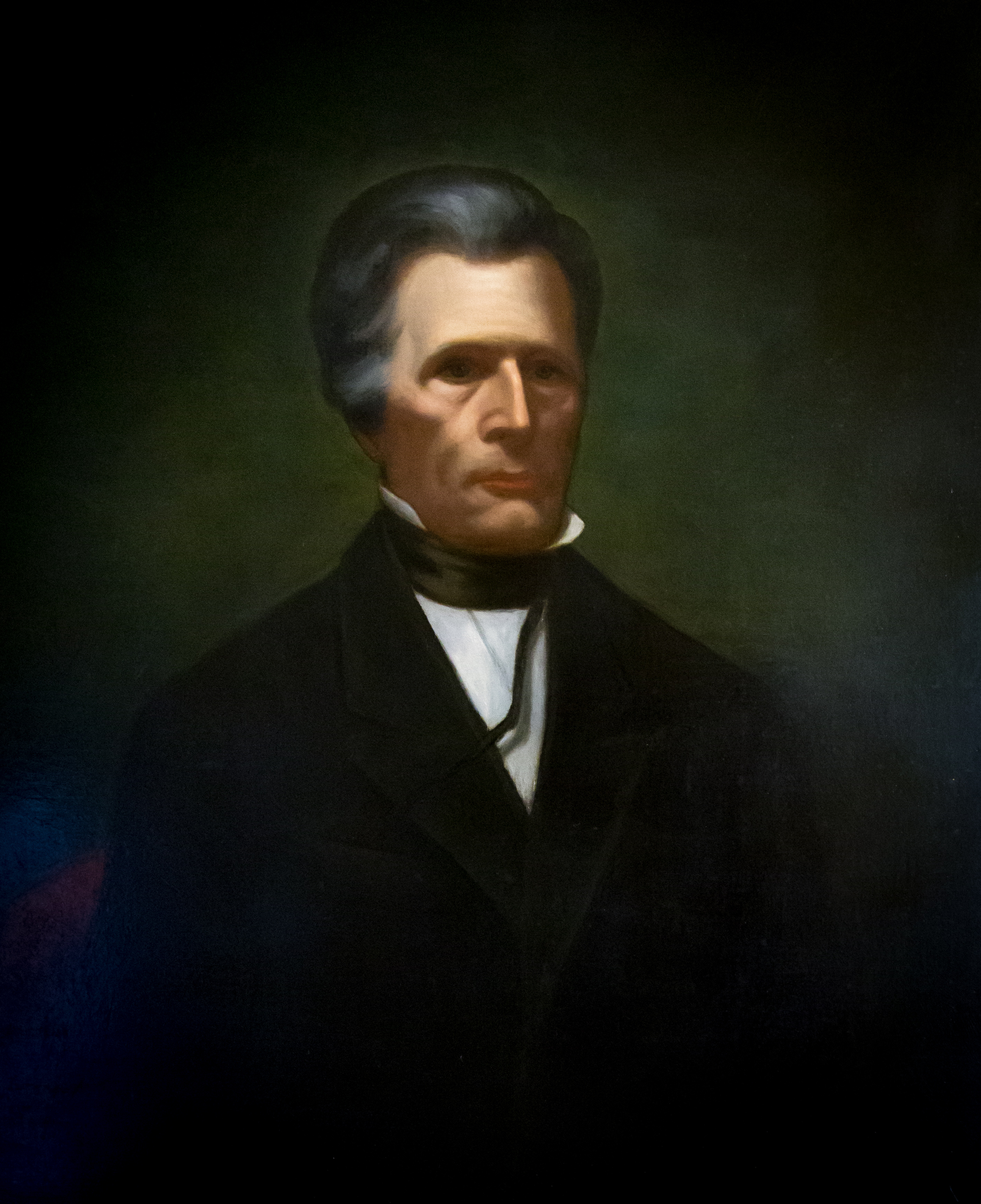
Samuel Ward King

Samuel Ward King (* 23. Mai 1786 in Johnston, Rhode Island; † 20. Januar 1851 in Providence, Rhode Island) war ein US-amerikanischer Politiker und von 1839 bis 1843 Gouverneur des Bundesstaates Rhode Island.

## Frühe Jahre und politischer Aufstieg
Samuel King studierte zunächst an der Brown University. Dieses Studium brach er aber ohne Abschluss ab. Stattdessen studierte er Medizin. Während des Britisch-Amerikanischen Kriegs von 1812 diente er als Schiffsarzt der US-Marine. Dabei geriet er zwischenzeitlich in Kriegsgefangenschaft, als sein Schiff, die „Providence“, von den Briten erobert wurde. Neben seinen anderen Tätigkeiten war King von 1820 bis 1843 Stadtschreiber in dem Ort Johnston.
Samuel King wurde Mitglied der Whig Party. Im Jahr 1838 wurde er in den Senat von Rhode Island gewählt. Bei den Gouverneurswahlen des Jahres 1839 konnte keiner der drei Bewerber, unter ihnen der Amtsinhaber William Sprague, eine absolute Mehrheit erringen. Da sich die Legislative auch nicht auf einen der drei Kandidaten einigen konnte, verständigte sie sich schließlich auf Samuel King als neuen Gouverneur.

## Gouverneur von Rhode Island
King trat daher sein neues Amt am 2. Mai 1839 nur als amtierender (acting) Gouverneur an. Nachdem er in den folgenden Jahren aber jeweils regulär gewählt worden war, konnte er bis zum 1. Mai 1843 im Amt bleiben. In seine Amtszeit fällt die sogenannte Dorr-Rebellion. Thomas Wilson Dorr und seine Anhänger setzten sich für eine Erweiterung des Wahlrechts auch auf besitzlose Klassen ein. Die Bewegung wählte einen eigenen Gouverneur und erklärte King für abgesetzt. Die Bundesregierung unter Präsident John Tyler unterstützte aber King. Dieser verhängte in Rhode Island das Kriegsrecht. Mit Hilfe der Nationalgarde konnte er den Aufstand niederschlagen. Allerdings wurden einige der Forderungen der Dorr-Bewegung in die 1843 verabschiedete Reform der Staatsverfassung aufgenommen.

## Weiterer Lebenslauf
Im Jahr 1843 verzichtete King auf eine erneute Kandidatur und zog sich aus der Politik zurück. Er starb im Jahr 1851. Mit seiner 1841 verstorbenen Frau Catherine Latham Angell hatte er vierzehn Kinder.